# Kvæfjord
Kvæfjord (tiếng Bắc Sami: Giehtavuotna) là một đô thị ở hạt Troms, Na Uy. Nó là một phần của khu vực truyền thống Hålogaland. Trung tâm hành chính của đô thị này là làng Borkenes.
Cùng với Harstad, hai đô thị bao gồm hầu hết các hòn đảo của Hinnøya ở phần phía nam của quận hạt. Kvæfjord gồm chủ yếu là núi và vịnh hẹp. Các Kvæfjord vịnh hẹp là một phần trung tâm.
Kvæfjord cũng là nơi sản sinh mà bánh quốc gia Na Uy.